# Clásica Jaén
De Clásica Jaén is een eendaagse wielerwedstrijd in Spanje. De eerste editie werd georganiseerd in 2022 en werd gewonnen door Aleksej Loetsenko. De race vindt plaats in de provincie Jaén.
De race kan worden vergeleken als de Spaanse variant van de Italiaanse wedstrijd Strade Bianche. Deze vergelijking wordt gemaakt vanwege de gravelstroken die zijn opgenomen in beide koersen.
De wedstrijd is onderdeel van de UCI Europe Tour en kent een kwalificatie van 1.1.

## Lijst van winnaars

### Overwinningen per land
| Overwinningen | Land                                |
| ------------- | ----------------------------------- |
| 1             | Kazachstan, Polen, Slovenië, Spanje |